# 1988年中華民國國慶閱兵
中華民國建國七十七年雙十節國慶閱兵典禮（代號：光武演習），大閱官由時任中華民國總統兼三軍統帥李登輝擔任，閱兵指揮官由時任中華民國陸軍第六軍團司令陳廷寵中將擔任。新聞片段說明中華民國國軍動員兵力13,892人，閱兵指揮官陳廷寵中將向總統李登輝報告國慶校閱兵力為13,166人。

## 陣容及排序
閱兵指揮官：陳廷寵陸軍中將

### 空中分列式
- T-34教練機（12架）
- 比奇1900（3架）
- C-130運輸機（6架）
- AT-3自強號高級教練（12架）
- F-5E型戰鬥機（36架）

### 地面分列式

#### 徒步部隊
- 三軍樂隊（陸海空三軍聯合組成）
- 三軍旗隊（國旗隊前導）
- 閱兵指揮部
- 陸軍軍官學校學生營以營方隊踢正步通過
- 海軍軍官學校學生營以營方隊踢正步通過
- 空軍軍官學校學生營以營方隊踢正步通過
- 政治作戰學校學生營以營方隊踢正步通過
- 中正國防幹部預備學校學生營以營方隊踢正步通過
- 陸軍士官學校（陸軍專科學校）學生營以營方隊踢正步通過
- 陸軍步兵第二二六師第六七七旅（今關渡地區指揮部）以營方隊踢正步通過（虎嘯部隊）
- 陸軍步兵第二六九師第八〇七旅以營方隊踢正步通過（雄獅部隊）
- 陸軍步兵第一〇九師（今第一〇九旅）其中一個營以營方隊踢正步通過
- 陸軍空降獨立第六二旅（今特種作戰指揮部）3個營以營方隊踢正步通過（鴻翔部隊）
- 海軍陸戰隊第六五一團3個營以營方隊踢正步通過
- 海軍艦隊司令部步兵營以營方隊踢正步通過
- 國防部憲兵司令部第二〇二指揮部第三三二營以營方隊踢正步通過
- 政治作戰學校女生營以營方隊小碎步（木蘭步）通過
- 中正國防幹部預備學校鼓號樂隊
- 陸軍士官學校鼓號樂隊

#### 直升機機隊
- MD 500防衛者式直昇機
- UH-1N雙休伊直升機（27架）
- 塞考斯基S-70C藍鷹直升機（6架）
- B-234中型運輸直升機（3架）

#### 車輛部隊
- 憲兵機車連（49兩機車）
- 海軍陸戰隊兩棲偵搜大隊蛙人部隊
- 海軍雄風飛彈營
  - 雄風一型反艦飛彈
  - 雄風二型反艦飛彈
- 空軍防空砲兵警衛司令部防空砲兵營
  - 空對空飛彈連
    - 中正100天劍一行空對空飛彈

  - 35快砲連
- 陸軍裝甲旅
  - M48巴頓戰車A3型
- 第五十一旅及通信連
- 空軍防空暨飛彈指揮部防空飛彈連
  - M730履帶戰車裝備檞樹飛彈
- 反裝甲連
- 化學兵連
- 工兵連
- V-150裝甲步兵營
  - V-150裝甲車
- CM-21裝甲步兵營
  - CM-21裝甲車
- 戰車營
  - M48巴頓戰車A3型（CM-11勇虎式戰車）
- 裝甲部隊支援營
- 陸軍防空飛彈指揮部飛彈砲兵群
  - 工蜂六型多管火箭
- 陸軍放空飛彈營
  - 天弓一型防空飛彈
  - MIM-23鷹式飛彈
  - 勝利女神飛彈-力士型
- M109自走砲兵營
  - M109自走砲
  - M155自走砲
- M110自走砲營
  - 八英吋自走榴砲
  - M110自走砲

#### 三軍儀隊
- 三軍儀隊

### 閱兵結束
受教部隊和來賓休息十分鐘，等待總統李登輝演講
各位貴賓⋯今天參加閱兵的是，陸海空三軍常備步兵，以及三軍官校的學生部隊。他們藉著嚴整的軍容，精湛的訓練，來表現他們高昂的士氣和團結奮鬥的精神。這正能表現三軍團結、軍民一家，擁戴總統的制衡。以及實現先總統蔣公與故總統經國先生一致的決定，我們的目標是鞏固復興基地，創機光復大陸，重建三民主義的新中國。
⋯
⋯臺灣在各方面已有長足的進步，人民安居樂業。今年國民所得已超過六千美元這跟大陸上苦難同胞的生活形成強烈對比⋯

### 總統訓示致詞
訓示致詞：
「？」都是聽不清楚的文字
親愛的，父老，兄弟姐妹。陸海空三軍將士們，各位歸國僑胞，各位來賓，請稍息。今天是中華民國七十七年雙十國慶，同時舉行盛大閱兵典禮。剛才通過閱兵台前，整齊雄壯的隊伍，展示了我三軍官兵訓練的精神、士氣的高昂以及紀律的嚴明。也展示了國軍近年來在武器裝備的研究發展上熱情猶新。重新證明了，我中華民國國軍是一隻鐵血奮戰的勁旅，是反共復國的壯士。本人，再次表向全體參加校閱的官兵們，表示誠摯的衛冕和感謝。中華民國國軍自建軍以來，在先總統蔣公的領導下，先後完成了東征北伐、剿匪、抗戰等歷史任務，締造了無數輝煌的勝利。政府遷臺之後，由於先總統蔣公的？？督整、運籌帷幄以及故總統經國先生的？？⋯奠定了自動化及現代化的基礎⋯逐漸的也成為，自由世界反共的堅強堡壘。而我全體官兵，一方面整軍備戰？？？？，一方面也發揮了國軍親民愛民的傳統精神。戮力同心保衛陣地的安全，協助各項建設的開展，贏得全體同胞一致的愛戴與感謝，這是我們共同的傳統，共同的驕傲。今天，在？？？？，由於我全體軍民，同胞的精誠團結奮力？？，充滿了一天光明的？？⋯但是，面對好戰成性的中共政權。雖然其內部鬥爭傾軋，問題重重，但卻從來沒有放棄武力犯臺的企圖。我們要時時警戒隊敵人任何可能的行動⋯但是，我也要鄭重向各位宣告光復大陸解救同胞是我們任務龐大的責任，中共政權一日覆滅，大陸同胞一日不能解除共產主義的壓迫，一日得不到自由、民主、富足的生活，我們國軍的任務就一日沒有完成。我們要繼續精益求精強化國防力量，奠定復國精練，開創勝利的氣息。早日完成，以三民主義統一中國的時代之意。
現在讓我們一起高呼。
（來賓起立）
中興復國勝利成功萬歲！三民主義萬歲！中華民國萬歲！萬歲萬萬歲！

放白鴿和氣球，閱兵結束，總統李登輝回到總統府。

## 創舉
七十七年國慶閱兵首次採用了18x24的營方隊通過閱兵臺，比過去的連方隊要更大。

## 電視直播
光武演習由臺灣電視公司製播拍攝。臺灣電視公司、中國電視公司、中華電視台聯播，並各自派主播解說：台視新聞主播李惠惠，中視新聞主播胡雪珠，華視新聞主播周平。

## 外部連結
互聯網檔案館 - 中華民國77年國慶閱兵 光武演習